# Roberto Alomar
Roberto Alomar Velázquez, más conocido como Roberto Alomar (Ponce, Puerto Rico, 5 de febrero de 1968)
es un exjugador de las Grandes ligas de Béisbol (1988-2004), considerado por muchos como uno de los mejores segunda base en la historia. Durante su carrera ha ganado más Guantes de Oro que cualquier otra segunda base de la historia, y también ganó la segunda mayor cantidad de los Premios Slugger de plata para un segunda base. Recientemente exaltado al Salon de la Fama en Cooperstown, el 5 de enero de 2011. Este fue su segundo intento, el cual recibió sobre 90 % de los votos.
Nacido en Puerto Rico,  Alomar era un bateador ambidiestro y lanzador de la mano derecha. Él es el hijo del ex Mets de Nueva York, entrenador de la banca Sandy Alomar, padre, un ex segunda base All-Star con una experiencia de Grandes Ligas de 15 años. Su hermano mayor, Sandy Jr., era un receptor de las Grandes Ligas.

## Carrera

### Padres de San Diego
Luego de Alomar firmar con los Padres de San Diego, jugó en las menores.  Su primer año fue 1985    (2008).  En 1986 ganó el campeonato de bateo en la Liga de California con un promedio de 0,346. Alomar se irrumpió en las Grandes Ligas en 1988 con los Padres, donde fue considerado como un excelente jugador defensivo con la velocidad, y un bateo sólido. Defensivamente, mostró excelente gama lateral y un brazo poderoso, a menudo haciendo jugadas espectaculares en las bolas de tierra golpeó profundamente en el hueco entre primera y segunda base, y en las bolas golpeadas por el centro y detrás de la segunda base. Él fue un All-Star por primera vez en 1990 como jugador de reserva para la Liga.

### Toronto Blue Jays
Roberto Alomar es un miembro Excelencia de los Toronto Blue Jays.  El 5 de diciembre de 1990, él y Joe Carter fueron cambiados a los Toronto Blue Jays por Fred McGriff y Tony Fernández.  Fue en Toronto que se convirtió en una primera ofensiva segunda base, la combinación de un 0.300 más de promedio de bateo con el poder por encima del promedio y la velocidad de gama alta en las bases. En 1993 bateó.326, tercero en la liga detrás de sus compañeros de equipo John Olerud, y Paul Molitor. Fue una gran parte de Mundial de Toronto campeonatos de la Serie en 1992 y 1993. Junto a tiro Joe Carter en la Serie Mundial, ganador en 1993, su jonrón contra Dennis Eckerskey en el 1992 en la Serie de Campeonato es considerado por muchos como el golpe más importante en la historia del club, como todos los anteriores viajes del equipo a la Serie de Campeonato había terminado en decepción, Alomar fue el Jugador Más Valioso de la Serie de Campeonato. En cada una de sus cinco temporadas con los Blue Jays, Alomar estaba en el equipo All-Star, y ganó el premio del Guante de Oro. El 20 de marzo de 2008, los Toronto Blue Jays anunciaron que Alomar sería elevado al nivel de excelencia en el Rogers Centre de Toronto, uniéndose a leyendas como George Bell, Joe Carter y Tony Fernández. Alomar también anunció que si es elegido al Salón de la Fama le gustaría ir con un sombrero de los Blue Jays, que lo convertiría en el primer jugador en hacerlo. El 4 de abril de 2008, Alomar nombre y el número se agrega al nivel de excelencia en el Rogers Centre en Toronto, Ontario, Canadá, junto con el exequipo ejecutivo Beeston Pablo, antes del primer partido en casa de 2008. Alomar y Beeston se presentaron retratos en la ceremonia.

### Baltimore Orioles
En 1995, Alomar firmó con los Orioles de Baltimore en un momento en que Toronto se estaba moviendo para reconstruir y Baltimore estaba construyendo hacia un equipo de calibre de campeonato. En Baltimore, Alomar se empareja con el jugador del Salón de la Fama Cal Ripken Jr. para formar una combinación formidable de doble-play. Él jugaría de nuevo en los playoffs en 1996 y 1997 para los Orioles, a pesar de los Orioles fueron derrotados en la Serie de Campeonato de la Liga Americana en ambos años.

### Cleveland Indians
El 24 de noviembre de 1998, Alomar firmó cuatro años de contrato con los Indios de Cleveland, donde se unió a su hermano, Sandy Jr.  Fue en Cleveland donde Roberto tendría dos de sus mejores temporadas, y tal vez dos de las mejores temporadas de la historia para un segunda base. En 1999 bateó.323/.422/.533 con 24 jonrones, 120 carreras impulsadas y 37 bases robadas, y en 2001 recogió.336/.415/.541, 20, 100 y 30. Cleveland llegó a los playoffs en 1998 y perdieron en la Serie de Campeonato ante los Yanquis, y en 1999 también llegaron a los playoffs pero perdieron ante Boston en la Serie Divisional. Alomar terminó tercero en la votación para el MVP en 1999.
En el campo, Alomar se unió con el campocorto Omar Vizquel para formar otra gran combinación. En el año 2000, juanto Vizquel cometieron solo tres errores durante toda la temporada, el infield toda cometido 34 errores, solo uno más que el récord establecido por el infield Mets de Nueva York el año anterior. Como resultado, Vizquel, Alomar y el tercera base Travis Fryman ganaron cada uno el premio del Guante de Oro de la temporada, y el dúo Vizquel-Alomar ganó tres Guantes de Oro consecutivos juntos, para unirse así a una selecta lista de solo ocho jugadores en lograr esa hazaña. Llegó a los Mets de Nueva York antes de la temporada 2002 por el lanzador Billy Traber y los jardineros Matt Lawton y Alex Escobar a los indios.

### Últimos años
En 2002, Alomar bateó solo.266/.331/.376 con 53 carreras impulsadas y 73 carreras anotadas, mientras que iba cayendo en pedazos a la defensiva en segunda base. Los Mets se quedaron perplejos por el juego mediocre de Alomar, que se atribuye generalmente a su falta de comodidad con estar bajo el escrutinio de los fanáticos de Nueva York y los medios de comunicación. Sin embargo, ni siquiera un oficio de mitad de temporada de regreso a la Liga Americana ante los Medias Blancas de Chicago en 2003 podría revivir Alomar de su caída. Hubo más miseria adelante con los Diamondbacks de Arizona en 2004, después de perderse dos meses con una mano derecha rota. El 5 de agosto, regresó a los Medias Blancas, y terminó bateando apenas.263/.321/.392 en 56 juegos.
Alomar aceptó un contrato de un año con los Devil Rays de Tampa Bay para la temporada 2005. Sin embargo, el 19 de marzo de 2005, después de una primavera plagada de problemas de espalda y la visión, decidió retirarse del juego.
En una carrera de 17 años, Alomar fue un bateador de.300/.371/.443 con 210 jonrones y 1.134 carreras impulsadas en 2,379 partidos. Es 51a todos los tiempos con 2,724 hits en su carrera.

### Candidatura y Selección al Salón de la Fama
En su primer año de elegibilidad del Salón de la Fama de 2010, Alomar perdió por ocho votos, obteniendo el 73,7% de los votos. 405 votos son necesarios para la elección. Esto fue una sorpresa para los fanáticos del baseball y para el mundo, ya que su carrera y sus premios hablan por sí solo, este es un lugar que se merece y al cual llegaría sin lugar a duda.
El salinense Roberto Alomar se convirtió en la tarde del 5 de enero de 2011, en el tercer boricua en ser seleccionado al Salón de la Fama del Béisbol de las Grandes Ligas, con el 90% de los votos. 
Alomar recibió el favor de los votantes de la Asociación de Escritores de Béisbol de América en su segundo año de elegibilidad, luego de que el año pasado se quedara a tan solo ocho votos de ser inmortalizado en su primera oportunidad. El ex intermedista, de 42 años, se une así a Roberto Clemente y Orlando “Peruchín” Cepeda como los únicos boricuas con un espacio en el prestigioso recinto de los inmortales en Cooperstown.

## Premios
En su carrera, Alomar estableció las bases para un segunda base, incluyendo:
- Toma de doce straight All-Star teams(1990-2001).
- Ganar unos diez guantes de oro en la segunda base (1991-96, 1998-2001)
- Bateo en .300 en nueve ocasiones (1992-1997, 1999-2001).
- Publicar un OBP por encima de.400 en cinco ocasiones (1992-93, 1996, 1999, 2001).
- Puntuación de 100 o más carreras en seis ocasiones (1992-93, 1996, 1999-2001).
- De conducción en 100 o más carreras en dos ocasiones (1999, 2001).
- Robo de 30 o más bases en ocho ocasiones (1989, 1991-93, 1995, 1999-2001).
- Ganó cuatro Silver Slugger awards  (1992, 1996, 1999-2000).
- El 5 de enero de 2011 Fue elegido al salon de la Fama.